# Livio Berruti
Livio Berruti (Torino, 19 maggio 1939) è un ex velocista italiano, campione olimpico dei 200 metri piani ai Giochi di Roma 1960 e primatista mondiale della specialità dal 1960 al 1963.
È stato il primo atleta europeo a vincere il titolo olimpico nei 200 metri piani maschili, interrompendo la supremazia dei velocisti nordamericani.

## Biografia
Studente superiore al liceo Cavour di Torino, durante gli anni divenne atleta d'interesse nazionale; conseguì la maturità a Formia, dove si era nel frattempo trasferito.
Studente di chimica all'Università degli Studi di Padova, aveva solo 21 anni quando partecipò ai Giochi olimpici del 1960.
Nelle semifinali dei 200 m corse in 20"5, uguagliando il record mondiale della specialità. La prestazione lo pose fra i favoriti della finale, che si svolse a poche ore di distanza.

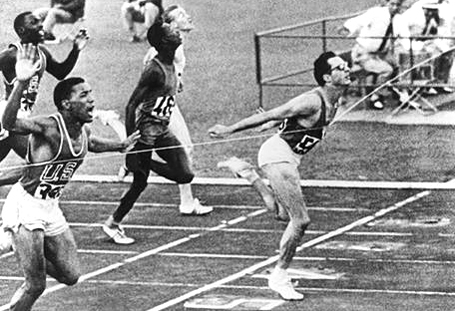
L'arrivo vittorioso di Berruti nella finale olimpica dei 200 metri piani a.

In finale Berruti, che correva indossando occhiali da sole, fermò nuovamente il cronometro sui 20"5, sconfiggendo gli statunitensi, favoriti della vigilia, e aggiudicandosi la medaglia d'oro. Sfiorò poi una seconda medaglia olimpica con la squadra della staffetta 4×100 m, che si classificò quarta. Come premio per la vittoria, ricevette dal CONI 1 200 000 lire e una FIAT 500.
La vittoria olimpica, conseguita all'inizio della carriera, sarebbe rimasta il suo miglior risultato. Le tre apparizioni ai campionati europei gli portarono solo un settimo posto nella finale dei 200 m del 1966. Vinse comunque i titoli italiani dei 100 m e 200 m dal 1957 al 1962, e altri due titoli sui 200 m nel 1965 e nel 1968.
Berruti prese parte ad altre due edizioni dei Giochi olimpici, nel 1964 e nel 1968. In entrambe le occasioni raggiunse le finali con la staffetta 4×100 m e si classificò quinto nella finale dei 200 m del 1964. Non tralasciando gli studi, si laureò in chimica all'Università degli Studi di Torino. Si ritirò dall'attività agonistica nel 1969.
Livio Berruti divenne per tutti "l'angelo", per la leggerezza della falcata e la grazia con la quale esprimeva la sua potenza e continua a essere un modello di tecnica di corsa veloce. Il record di Berruti fu realizzato su terra battuta e non sulle superfici sintetiche moderne, che restituiscono la spinta impressa.
Conclusa la carriera agonistica, lavorò per un'agenzia pubblicitaria, per poi essere assunto dalla Ermenegildo Zegna. Nel 1973 passò alla FIAT, lavorandovi fino al 1998. Il 26 febbraio 2006 è stato uno degli otto atleti italiani portatori della bandiera olimpica nel corso della cerimonia di chiusura dei XX Giochi olimpici invernali, tenutisi a Torino. Nell'anno 2018 è stato nominato Presidente Onorario dell'ISEF Torino.

## Palmarès

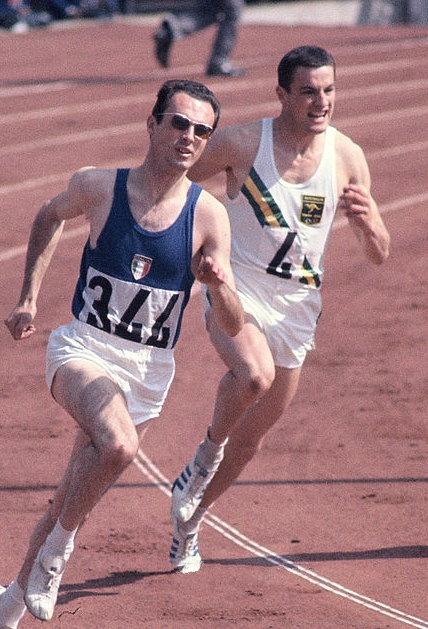
Livio Berruti durante le batterie dei 200 m ai Giochi olimpici di

| Anno | Manifestazione          | Sede              | Evento      | Risultato        | Prestazione | Note |
| ---- | ----------------------- | ----------------- | ----------- | ---------------- | ----------- | ---- |
| 1958 | Europei                 | Stoccolma         | 100 m piani | Semifinale       | 10"8        |      |
| 1958 | Europei                 | Stoccolma         | 200 m piani | Semifinale       | dnf         |      |
| 1958 | Europei                 | Stoccolma         | 4×100 m     | Finale           | dq          |      |
| 1959 | Universiadi             | Torino            | 100 m piani | Oro              | 10"5        |      |
| 1959 | Universiadi             | Torino            | 200 m piani | Oro              | 20"9        |      |
| 1959 | Universiadi             | Torino            | 4×100 m     | Oro              | 41"0        |      |
| 1960 | Giochi olimpici         | Roma              | 200 m piani | Oro              | 20"5        |      |
| 1960 | Giochi olimpici         | Roma              | 4×100 m     | 4º               | 40"2        |      |
| 1962 | Europei                 | Belgrado          | 100 m piani | Semifinale       | 10"5        |      |
| 1962 | Europei                 | Belgrado          | 4×100 m     | 5º               | 40"3        |      |
| 1963 | Giochi del Mediterraneo | Napoli            | 100 m piani | Argento          | 10"6        |      |
| 1963 | Giochi del Mediterraneo | Napoli            | 200 m piani | Oro              | 21"1        |      |
| 1963 | Giochi del Mediterraneo | Napoli            | 4×100 m     | Oro              | 40"1        |      |
| 1963 | Universiadi             | Porto Alegre      | 100 m piani | Bronzo           | 10"56       |      |
| 1963 | Universiadi             | Porto Alegre      | 200 m piani | Bronzo           | 21"6        |      |
| 1964 | Giochi olimpici         | Tokyo             | 200 m piani | 5º               | 20"8        |      |
| 1964 | Giochi olimpici         | Tokyo             | 4×100 m     | 7º               | 39"5        |      |
| 1966 | Europei                 | Budapest          | 200 m piani | 7º               | 21"5        |      |
| 1967 | Giochi del Mediterraneo | Tunisi            | 200 m piani | Argento          | 21"2        |      |
| 1967 | Universiadi             | Tokyo             | 4×100 m     | Oro              | 39"8        |      |
| 1968 | Giochi olimpici         | Città del Messico | 200 m piani | Quarti di finale | 21"0        |      |
| 1968 | Giochi olimpici         | Città del Messico | 4×100 m     | 7º               | 39"2        |      |

## Campionati nazionali

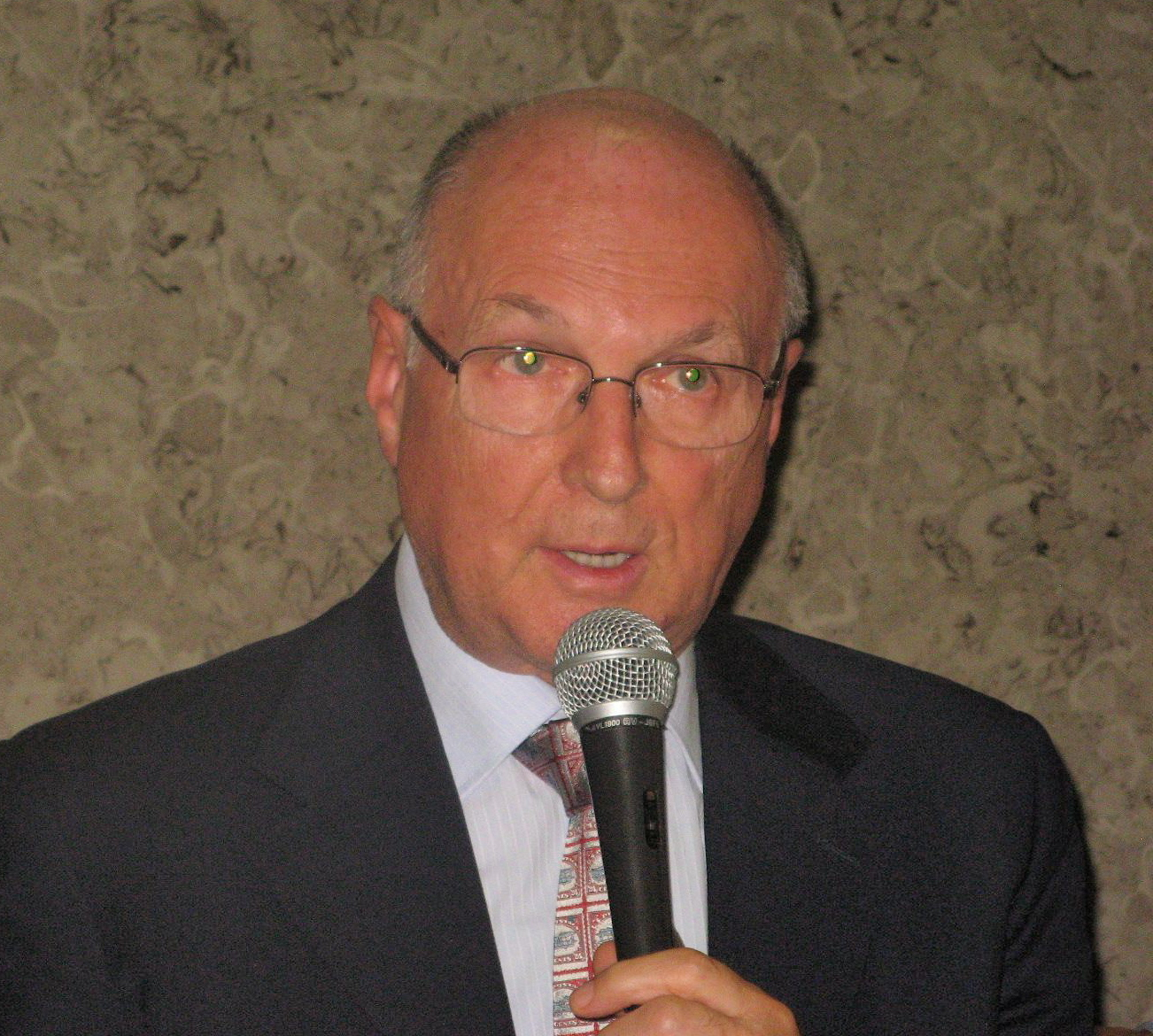
Livio Berruti al liceo "Cavour" di Torino per festeggiare i cinquant'anni dalla sua vittoria alle Olimpiadi di Roma (7 ottobre 2010)

- 6 volte campione nazionale assoluto dei 100 m piani (1957, 1958, 1959, 1960, 1961, 1962)
- 8 volte campione nazionale assoluto dei 200 m piani (1957, 1958, 1959, 1960, 1961, 1962, 1965, 1968)
- 1 volta campione nazionale assoluto della staffetta 4×100 m (1959)

## Riconoscimenti
- Nel maggio 2015, una targa a lui dedicata fu inserita nella Walk of Fame dello sport italiano a Roma, riservata agli ex atleti italiani che si sono distinti in campo internazionale.[5][6]